# Medias hermanas
Medias hermanas es una película de comedia peruana dirigida por Ani Alva Helfer. Producida y protagonizada por Gianella Neyra y Magdyel Ugaz, la película fue estrenada en los cines el 18 de noviembre de 2021. Cuenta también con la participación actoral de Tiago Correa, Leonardo Torres Vilar, Nacho Di Marco, Thiago Vernal y Miguel Dávalos. Es la primera película peruana producida, protagonizada y dirigida por mujeres.

## Sinopsis
Victoria y Marita descubren que son medias hermanas durante el velorio de su padre. Victoria atraviesa por problemas económicos y decide vender la casa de playa que le dejó su padre porque está a punto de ser embargada. Para hacerlo, debe obtener la autorización de Marita, quien acepta siempre y cuando pasen el verano juntas.

## Reparto
- Gianella Neyra como Victoria.
- Magdyel Ugaz como Marita.
- Tiago Correa como Koki.[4]
- Leonardo Torres Vilar como Román.
- Juan Ignacio Di Marco como Gaitán.
- Miguel Dávalos como Luciano.
- Thiago Vernal como Agustín.

## Producción
Medias hermanas se grabó los primeros meses de 2021 cumpliendo con estrictos protocolos de bioseguridad para salvaguardar la salud de todo el personal y evitar así contagios por la COVID-19. Se trata de una de las primeras producciones cinematográficas desarrolladas durante la pandemia de COVID-19 en Perú. Se realizó un conferencia de prensa el 9 de noviembre de 2021.

## Recepción
En su semana de estreno, Medias hermanas logró más de 19 000 espectadores.